# Río Tungur
El río Tungur (del ruso: Река Тунгир) es un río localizado en la Siberia Oriental en Rusia. Es un afluente por la margen izquierda del río Olekma, a su vez un afluente del río Lena. Tiene 500 km de longitud y drena una cuenca de 14.700 km² (un poco mayor que Montenegro, Bahamas, Catar o Gambia). Su caudal medio es de 90 m³/s en Goulia, a 161 km de su desembocadura.
Administrativamente, el Tungur discurre íntegramente por el Krai de Zabaikalie de la Federación de Rusia.

## Geografía
El río Tungur nace en los montes Yáblonoi, un centenar de kilómetros al noreste de la fuente del río Olekma. Fluye generalmente hacia el sureste, en paralelo al curso del Olekma, pero corriendo más al sureste. Pasa en sus inicios por la pequeña localidad de Nikolayevskiy y a continuación llega a la pequeña ciudad de Tupik (1.041 hab. en 2002), la capital administrativa del distrito Tungiro-Olyokminsky, donde le aborda por la margen derecha su principal tributario, el río Bougarikhta. A partir de aquí el río describe muchos y tortuosos meandros, en un discurrir propio de los ríos de llanura. Llega después a Zarechnoye y después a Goulya, donde hay una estación hidrométrica. Se vuelve a partir de aquí en dirección norte-noroeste, hasta desaguar en el Olekma, por la margen derecha, en la pequeña localidad de Sredniaia Olekma.
El río está congelado entre finales del mes de octubre y finales de abril. En el río hay algunas zonas de rápidos, por lo que solo es navegable en canoas.

## Hidrometría
El caudal del río Tungur se ha observado desde el año 1975 en un periodo de 15 años (entre 1975 y 1999), en Goulia, una localidad a unos 161 km de su confluencia con el río Olekma.
El Tungur es un río bastante caudaloso, alimentado en gran parte por el deshielo, aunque también por las precipitaciones en verano y otoño. Puede considerarse , como un curso de agua de régimen nivo-pluvial, con dos estaciones bien diferenciadas. Las aguas altas se producen desde finales de la primavera hasta principios de otoño, de mayo a septiembre inclusive, con un pico en junio y julio, que corresponde al deshielo y el derretimiento de la nieve. La cuenca recibe precipitaciones en todas las estaciones, sobre todo en los picos más altos, precipitaciones que caen en forma de lluvia en verano. La lluvia y la fusión continua de hielo explican que el flujo de julio a octubre esté bien alimentado. En octubre, el caudal del río disminuye rápidamente, lo que da inicio al período de aguas bajas, que va de noviembre a abril incluido y que corresponde al invierno y grandes heladas que abarcan toda la región. Durante los meses de enero a marzo, el flujo se detiene casi por completo.
En Goulia, el caudal medio anual observado durante ese período fue de 68,2 m³/s, para un área drenada de 8.380 km², un poco más del 56% del total de la cuenca de captación del río. La lámina de agua de escorrentía anual en la cuenca ascendió a 257 mm, que puede considerarse como bastante alta. 
El caudal medio mensual observado de enero a marzo (mínimo de estiaje) es nulo, mientras que el caudal medio del mes de mayo fue de 169 m³/s, lo que pone de relieve la magnitud de las extremas variaciones estacionales. En el período de observación de 15 años, la tasa mensual máxima ascendió a 462 m³/s, en julio de 1988. En lo que respecta al período libre de hielo (de mayo a septiembre inclusive), el caudal mínimo observado fue de 18,7 m³/s en julio de 1979, que era todavía significativo.
| Caudal medio mensual del Tungur en la estación hidrométrica de Goulia (Datos calculados en 15 años, entre 1975-94, en m³/s) |
| |